# Anomalochrysa hepatica
Anomalochrysa hepatica är en insektsart som beskrevs av Mclachlan 1883. Anomalochrysa hepatica ingår i släktet Anomalochrysa och familjen guldögonsländor. Inga underarter finns listade i Catalogue of Life.